# Ка Ториоли (Перуђа)
Ка Ториоли је насеље у Италији у округу Перуђа, региону Умбрија.
Према процени из 2011. у насељу је живело 14 становника. Насеље се налази на надморској висини од 306 м.